# Thelepides koehleri
Thelepides koehleri är en ringmaskart som beskrevs av Gravier 1911. Thelepides koehleri ingår i släktet Thelepides och familjen Terebellidae. Inga underarter finns listade i Catalogue of Life.